# Jacek Kopczyński
Jacek Kopczyński (ur. 11 sierpnia 1971 w Łodzi) – polski aktor teatralny, telewizyjny, filmowy i dubbingowy oraz lektor.

## Życiorys

### Kariera aktorska
W 1994 roku ukończył studia na Wydziale Aktorskim PWSFTviT w Łodzi.
Na deskach teatru zadebiutował w 1992 roku, wcielając się w rolę syna Macieja w Karmanioli Joanny Kulmowej w reżyserii Marka Sikory na scenie Teatru Powszechnego w Łodzi, gdzie grał w latach 1992–1994. Występował także w warszawskich teatrach: Dramatycznym (1992, 1994–1999), Na Woli (1995) i Bajka (2006).
Zajmuje się pracą głosem. Użyczył głosu m.in. Snagglepussowi w filmach o Misiu Yogi, tytułowemu bohaterowi filmu Herkules, Piotrusiowi Panowi w filmie Piotruś Pan i piraci (1990), Fredowi w produkcjach o Scoobym Doo (od 1998) oraz Andy’emu Larkinowi w serialu Ach, ten Andy! (2003–2009), a także księciu Arthasowi Menethilowi i Illidanowi Stormrage’owi w grach komputerowych z serii Warcraft oraz głównym bohaterom gier Rayman 3: Hoodlum Havoc (2003) i Assassin’s Creed (2008).
Telewidzowie znają go z ról w serialach: Pensjonat pod Różą, Samo życie, M jak miłość i Leśniczówka. Występował też w serialach: Polsatu (Linia życia, Na krawędzi i Na krawędzi 2), TVP1 (Klan, Glina, Ojciec Mateusz, Korona królów, Komisarz Alex) i TVN (Na Wspólnej, Szadź, Druga szansa, Kryminalni).

## Kontrowersje
20 maja 2025, w późnych godzinach wieczornych, w restauracji Hotelu Poselskiego będąc pod wpływem alkoholu miał zaatakować fizycznie dwóch posłów Prawa i Sprawiedliwości, Dariusza Mateckiego i Krzysztofa Cieciórę. Wcześniej rzekomo kierował względem nich wulgarne komentarze, w tym obrażające byłego ministra sprawiedliwości Zbigniewa Ziobrę. Dzień później w związku z tym incydentem usłyszał dwa zarzuty naruszenia nietykalności cielesnej funkcjonariusza publicznego. Kopczyński nie przyznał się do winy. Według jego zeznań to poseł Dariusz Matecki miał obrażać byłego posła Zbigniewa Girzyńskiego i partnerkę aktora, w wyniku czego doszło do szarpaniny między nim a dwoma posłami PiS. Według jego relacji, ani on, ani nikt inny nie został wówczas uderzony.

## Życie prywatne
W 2007 roku rozwiódł się z żoną, z którą ma syna, Maksymiliana (ur. 2003). W latach 2007–2022 był związany z piosenkarką Patrycją Markowską, z którą ma syna, Filipa (ur. 2008). W 2024 przez kilka miesięcy był związany z pisarką Klaudią Kardas.

## Filmografia
- 1993: 20 lat później – chłopak w sklepie jubilerskim
- 1995: Zdrada – Jurek
- 1997: Łóżko Wierszynina – akustyk
- 1997–2006: Klan – Czarek Kędzierski
- 1998: Z pianką czy bez – kolega Radka
- 1999: Pierwszy milion – pracownik Frika
- 2000: Niewypowiedziana wojna
- 2000: Dom – kelner na balu (odc. 24)
- 2002: Na dobre i na złe – chłopak na miejscu wypadku Bielawskiego (odc. 106)
- 2003: Psie serce – Stefan Drozd (odc. 14)
- 2003: Kasia i Tomek – Maciek (odc. 26)
- 2004: Kryminalni – Błażej Jaskuła (odc. 5)
- 2004: Glina – technik policyjny (odc. 12)
- 2004: Samo życie – policjant z Komendy Stołecznej Policji, osobisty ochroniarz Marii Majewskiej (318-320, 326, 332, 335, 345, 347- 348)
- 2004: Daleko od noszy – asystent prezydenta Skrzypecki (odc. 15)
- 2005–2006: Pensjonat pod Różą – Jarek Brzoza
- 2005: Klinika samotnych serc – policjant
- 2006: Okazja – Malicki (odc. 17)
- 2007: Mamuśki – ksiądz
- 2007–2009: Tylko miłość – manager Dziuras
- 2007: Faceci do wzięcia – Artur (odc. 28)
- 2008–2010: Samo życie – Roman Badera
- 2009: Złoty środek – urzędnik
- 2009: BrzydUla – fotograf Artur Kaczmarek
- 2010: Nowa – Mariusz Chudzik
- 2010: Siedem minut – szef
- 2010: Wenecja – kierowca – kapral
- 2011: Sztos 2 – porucznik
- 2011: Linia życia – komisarz Wiesław Wilk
- od 2011: M jak miłość – mecenas Adam Werner
- 2012: Na krawędzi – Cichy
- 2013: Statyści – lekarz pana Józefa
- 2013: Prawo Agaty – mecenas Waltz (odc. 53)
- 2014, 2020: Komisarz Alex –
  - Adam Wasiak (odc. 60),
  - Stefan Dolański (odc. 175)
- 2014: Powstanie warszawskie (głos)
- 2014: Na krawędzi 2 – Cichy
- 2014: Na Wspólnej – Norbert Bolczyk (odc. 666, 669, 676, 679)
- 2015: Ojciec Mateusz – Oskar Cichosz (odc. 176)
- 2016: 7 rzeczy, których nie wiecie o facetach – lekarz w szpitalu
- 2016: Pierwsza miłość – Adrian
- 2017: Ojciec Mateusz – Tomasz Kasperek (odc. 234)
- 2018: Korona królów – Grzegorz Nekanda z Sieciechowic herbu Topór
- 2018: Druga szansa – mąż Lipińskiej (odc. 9)
- 2018–2019: Wiking Tappi –
  - Gawędziarz (głos, odc. 4),
  - Surkol (głos, odc. 6)
- 2019: Futro z misia – „Dzięcioł”
- 2019: Ślad – Ignacy Racina (odc. 44)
- 2019: Na dobre i na złe – znachor Karol Romański (odc. 749-750, 755)
- 2019: Kicia Kocia – narrator (głos)
- 2020: Ojciec Mateusz – Konrad Milo (odc. 296)
- 2020: Szadź – terapeuta (odc. 1, 4)
- od 2021: Leśniczówka – Karol Płoski

### Polski dubbing

#### Filmy fabularne
- 1995: Benny i Joon – Sam
- 1996: Dzieciaki do wynajęcia – kelner
- 1997: George prosto z drzewa
- 1998: Miłość i wojna
- 1999: Gwiezdne wojny: część I – Mroczne widmo – Darth Maul
- 1999: Inspektor Gadżet – Kramer
- 2000: Król sokołów – Wicek
- 2000: Grinch: Świąt nie będzie
- 2001: Maluchy spod ciemnej gwiazdki – Doug
- 2003: Old School: Niezaliczona – Mitch Martin
- 2004: Mali agenci 3D: Trójwymiarowy odjazd – Gość
- 2004: Zapłata
- 2004: Wygraj randkę – Pete Monash
- 2004: Thunderbirds – Scott Tracy
- 2005: Terminal – pracownik ochrony lotniska odprowadzający Naworskiego na samolot
- 2005: Gwiezdne wojny: część III – Zemsta Sithów –
  - generał Grievous,
  - Jeremoch Colton
- 2005: Karol. Człowiek, który został papieżem – Tomasz Zaleski
- 2005: Projekt Merkury
- 2005: Rodzina Addamsów: Zjazd rodzinny
- 2006: Na psa urok – Baxter
- 2007: High School Musical 2
- 2007: Złoty kompas
- 2008: Asterix na Olimpiadzie
- 2008: Kroniki Spiderwick – Richard
- 2008: Speed Racer – komentator Casa Cristo
- 2008: Sekret – psycholog John Gray
- 2010: Mysi agenci – Leon
- 2011: Heca w zoo – Dave
- 2011: Wróżkowie chrzestni: Dorośnij Timmy! – Cosmo
- 2012: Goryl Śnieżek w Barcelonie – Daniel
- 2013: Życie Pi – Pisarz
- 2013: Wróżkowie chrzestni: Timmy ratuje święta – Cosmo
- 2013: Pies, który uratował ferie – Randy
- 2014: Transformers: Wiek zagłady – Cade Yeager
- 2014: Pinokio – sprzedawca
- 2014: Wróżkowie chrzestni: Rajskie tarapaty – Cosmo
- 2016: Jak oswoić mumię – tata Anna-Lies
- 2015: SpongeBob: Na suchym lądzie – SpongeBob Kanciastoporty
- 2016: Nickel-ho-ho-ho-deon! – prezydent
- 2016: Bogowie Egiptu – Horus
- 2016: Batman v Superman: Świt sprawiedliwości – Wallace Keefe
- 2016: Fantastyczne zwierzęta i jak je znaleźć –
  - jeden z Aurorów,
  - Barker
- 2017: Wszystko albo nic – asystent burmistrza
- 2017: Transformers: Ostatni rycerz – Cade Yeager
- 2017: Liga Sprawiedliwości – Henry Allen
- 2018: Mumia Dummie i sfinks z Shakaby – tata Anna-Lies
- 2018: Ant-Man i Osa
- 2020: SpongeBob Film: Na ratunek –
  - SpongeBob Kanciastoporty,
  - Łebski
- 2022: Batman – Thomas Wayne
- 2024: Sonic 3. Szybki jak błyskawica – Shadow

#### Filmy animowane
- 1996: Zakochany pingwin
- 1997: Herkules – Herkules
- 1998: Mała syrenka – książę Eryk
- 1998: Kirikou i czarownica (pierwsza wersja dubbingowa)
- 1999: Dawno temu w trawie –
  - mucha Harry,
  - kolega Mordy #2,
  - mrówki
- 1999: Król lew II: Czas Simby
- 1999: Tarzan – Mungo
- 1999: Eugenio
- 2000: Doug Zabawny – Boomer
- 2000: Titan – Nowa Ziemia – Cale Tucker
- 2000: Droga do El Dorado – strażnik #2
- 2001: Pokémon: Film pierwszy –
  - Corey,
  - trener-pirat
- 2001: Zakochany kundel II: Przygody Chapsa – hycel
- 2001: Mała Syrenka 2: Powrót do morza – książę Eryk
- 2001: Pokémon 2: Uwierz w swoją siłę – Tracey Sketchit
- 2001: Shrek – jeden z rycerzy Lorda Farquaada
- 2001: Barbie w Dziadku do orzechów – Dziadek do orzechów / książę Eryk
- 2002: Piękna i Bestia (druga wersja dubbingowa) – różne role
- 2002: Potwory i spółka – czyściciele
- 2002: Władca Pierścieni – Legolas
- 2002: Franklin i zielony rycerz – Królik
- 2002: Mustang z Dzikiej Doliny – Wartki Potok
- 2002: Barbie jako Roszpunka – Stefan
- 2002: Kopciuszek II: Spełnione marzenia – królewicz
- 2003: Sindbad: Legenda siedmiu mórz – Proteus
- 2003: Wielkanoc w krainie zajączków – narrator
- 2003: Stich: Misja –
  - siatkarz,
  - uczestnik na przyjęciu,
  - głos terminala
- 2003: Barbie z Jeziora Łabędziego – książę Daniel
- 2003: Bob Budowniczy i niezapomniane święta Bożego Narodzenia – Tom
- 2004: El Cid – legenda o mężnym rycerzu – Al-Mutamin
- 2004: Mój brat niedźwiedź –
  - króliki,
  - gęś #2,
  - członek plemienia
- 2004: Yu-Gi-Oh! Ostateczne starcie – Seto Kaiba
- 2004: Rogate ranczo
- 2004: Barbie jako księżniczka i żebraczka – król Dominik
- 2004: Van Helsing: Londyńskie zlecenie – Carl
- 2004: Mulan II –
  - posłaniec,
  - handlarz,
  - książę Jeeki
- 2004: Mickey: Bardziej bajkowe święta
- 2004: Balto III: Wicher zmian (pierwsza wersja dubbingowa) – Pan Simson
- 2005: Ruchomy zamek Hauru –
  - strach na wróble / książę,
  - żołnierz #1
- 2005: Bambi (druga wersja dubbingowa) – Tuptuś
- 2005: Barbie z Wróżkolandii –
  - książę Nalu,
  - Storczyk
- 2005: Przygody Lisa Urwisa – lis Renart
- 2005: Hot Wheels AcceleRacers: Restart – Vert
- 2005: Barbie i magia pegaza – Aidan
- 2005: Amerykańska opowieść. Fievel jedzie na Zachód (druga wersja dubbingowa)
- 2005: Amerykańska opowieść. Skarb wyspy Manhattan – Skanalia
- 2005: Kurczak Mały
- 2005: Tom i Jerry: Szybcy i kudłaci –
  - Gorthan Niszczyciel Światła,
  - spiker telewizyjny
- 2006: Czerwony Kapturek – prawdziwa historia – narciarz Dolph
- 2006: Barbie: Syrenkolandia – książę Nalu
- 2006: Brzydkie kaczątko i ja – dorosły Brzydki
- 2006: Pamiętniki Barbie – Todd
- 2006: Bratz: Magiczny dżin
- 2006: Barbie i 12 tańczących księżniczek –
  - Derek,
  - strażnik #1
- 2006: Wpuszczony w kanał
- 2007: Na fali – Rob
- 2007: Kopciuszek III: Co by było gdyby… – królewicz
- 2008: Straspeed Szalony świat – Nerino
- 2008: Goofy w college’u (druga wersja dubbingowa) –
  - garbaty członek bractwa Gamma,
  - gwary
- 2008: Operacja: Z.E.R.O. –
  - młody Benedykt,
  - Czarek
- 2009: Dzielny Despero – Andre
- 2010: Ryś i spółka (pierwsza wersja dubbingu) – Mały
- 2010: Jak ukraść księżyc
- 2013: Ralph Demolka – Ken
- 2014: Sarila: Podróż do krainy legend – Kauji
- 2014: Listonosz Pat i wielki świat – listonosz Pat
- 2014: Winx Club. Tajemnica morskich głębin – Sky
- 2015: Rechotek – reporter TV
- 2016: Pradawny ląd: Wyprawa tylko dla odważnych – Kręcioręki
- 2016: Mrówka Z –
  - Chip,
  - psychoterapeuta,
  - ochroniarz w barze
- 2016: Epoka lodowcowa 5: Mocne uderzenie – Shangri-Lama
- 2016: Barbie: Gwiezdna przygoda – tata
- 2016: Tom i Jerry: Powrót do krainy Oz – Zeke
- 2016: Albert. Wielkie marzenia małej choinki – Gienek
- 2017: Munio: Strażnik Księżyca – Tata Munia
- 2017: Barbie Dreamtopia: Święto Zabawy – król Słoni
- 2017: Między nami wampirami – Bob
- 2017: Monster Island – Norcutt
- 2017: Futrzaki ruszają na ratunek
- 2018: Luis i obcy – Armin Sonntag
- 2020: Pokémon: Siła jest w nas – Callahan

#### Seriale fabularne
- 1996: Parker Lewis nigdy nie przegrywa
- 1998: Eerie, Indiana
- 1998–1999: Gęsia skórka (pierwsza wersja dubbingowa) –
  - Chuck Green (odc. 1-2),
  - Jay (odc. 5-6)
- 1998–2000: Beetleborgi – hrabia Fangula
- 1998: Liceum na morzu – Sean Hanlon
- 1999: Nowe przygody rodziny Addamsów
- 1999: Dzielne żółwie: Następna mutacja – Donatello
- 1999: Eerie, Indiana: Inny wymiar
- 2002: Power Rangers Time Force – Lucas Kendall / Niebieski Time Force Rangers
- 2004: Dziewczyny i miłość – Mark Allard
- 2005: Power Rangers Dino Grzmot –
  - Conner McKnight / Czerwony Dino Thunder Rangers (odc. 1-13),
  - Lucas (odc. 4)
- 2007–2010: ICarly –
  - dyrektor Franklin,
  - Lewbert,
  - T-Bo,
  - głos w Chaotycznym Tańcu (niektóre odcinki),
  - różne role
- 2008–2009: Power Rangers Operacja Overdrive – Will Aton / Czarny Overdrive Ranger
- 2008–2009: Hannah Montana –
  - Brian Winters,
  - różne role
- 2009: Nie ma to jak hotel –
  - Cudak Wally (odc. 43),
  - Harry (odc. 45),
  - Tim (odc. 46)
- 2010: Connor Heath: Szpieg stażysta – Paco (odc. 34, 37-38)
- 2016: Zoey 101 –
  - dorosły Chase (odc. 15),
  - pan Granger (odc. 17)
- 2010–2013 Big Time Rush –
  - Cosmo (odc. 70),
  - przedstawiciel władz federalnych (odc. 70)
- 2011: Connor Heath: Szpieg stażysta – Paco (odc. 34, 37-38)
- 2011–2014: Nadzdolni – Gibson
- 2015: Szczury laboratoryjne – agent specjalny Graham (odc. 60-61, 64)
- 2012–2013: Super ninja –
  - Mistrz Shin (odc. 17-18),
  - dyrektor szkoły (odc. 21, 23),
  - woźny (odc. 24),
  - policjant w śmigłowcu (odc. 26)
- 2013–2014: Czarodzieje kontra Obcy – Caractacus Crowe (odc. 35-36)
- 2014: M.I. High (druga wersja dubbingowa) –
  - francuski dyplomata (odc. 24),
  - Colt Winchester (odc. 28),
  - agent Shaw (odc. 35),
  - agent Brown (odc. 43),
  - Edward Dixon Halliday (odc. 62),
  - Vincent (odc. 62),
  - Timosz (odc. 74)
- 2014: Nicky, Ricky, Dicky i Dawn –
  - Rod Dynamite (odc. 3),
  - docent Bob (odc. 15),
  - dr Miller (odc. 19)
- 2016: Flaked – Christopher Gaines (odc. 5, 8)
- 2016: Niebezpieczny Henryk – Ścios (odc. 27, 30-33)
- 2017: Maggie i Bianca: Fashion Friends – profesor Marco Ferrari

#### Seriale animowane
- 1996–1997: Rupert (pierwsza wersja dubbingowa) –
  - wąż morski Snipe (odc. 50),
  - Gregory (odc. 61)
- 1996–1999: Maska – Maska / Stanley Ipkiss
- 1997: Sylvan – Sylvan (późniejsze odcinki)
- 1997–1998: Hej Arnold! (pierwsza wersja dubbingowa) –
  - Kid,
  - Torvald,
  - Vic (pierwsza scena w odc. 12b)
- Conan i młodzi wojownicy – Draegen
- 1998: Pinokio – Gino (odc. 5-6)
- 1998: Eskadra Orła – Hunter Harris
- 1998: M.A.S.K. –
  - Bruce Sato,
  - żołnierz (odc. 4, 75)
- 1998–1999: Kleszcz (druga wersja dubbingowa) – Artur
- 1998: Piotruś Pan i piraci – Piotruś Pan
- 1998–1999: Spider-Man (druga wersja dubbingowa) –
  - Spider-Man / Peter Parker,
  - agent TARCZY (odc. 13),
  - Szkarłatny Spider / Ben Reilly (odc. 64-65),
  - Spider-Carnage (odc. 64-65),
  - Iron Spider (odc. 64-65),
  - Spider Ock (odc. 64),
  - sześcioramienny Spider-Man (odc. 64-65),
  - aktor grający Spider-Mana (odc. 64-65)
- 1998: Łebski Harry –
  - Orweel (odc. 4b),
  - Spike (odc. 5a),
  - Smokey (odc. 7a)
- 1998: Kot Ik! –
  - Wuz Wuz,
  - Mushi,
  - Termi,
  - Blitzen,
  - Ośmiornica,
  - Fabio,
  - El Gordo,
  - Bob White,
  - jeden z żywych ziemniaków
- 1998: Kocia ferajna (druga wersja dubbingowa)
- 1998: Droopy, superdetektyw –
  - Czupkin,
  - premier (odc. 7),
  - Żółtek (odc. 9)
- 1998: 13 demonów Scooby Doo – Regis (odc. 11)
- 1998–2004: Johnny Bravo –
  - Fred Jones (odc. 2b),
  - Adam West (odc. 12a),
  - Właściciel knajpy (odc. 14b),
  - Mike (odc. 14c),
  - Ochroniarz (odc. 15a),
  - Zezowaty Ringo (odc. 16a),
  - Automatyczna sekretarka (odc. 17c),
  - Policjant (odc. 18b),
  - Masarz (odc. 22a),
  - Mięśniak (odc. 23b),
  - Kujon #1 (odc. 24b),
  - komentator futbolu amerykańskiego (odc. 43b),
  - główny bohater Brygady Małż 2000 (odc. 44c),
  - komentator zawodów (odc. 49c),
  - Sum Pyskacz (odc. 50c),
  - gęś (odc. 51a),
  - Aksydus Fizzin (odc. 51c),
  - przedstawiający graczy (odc. 51c),
  - Farnsworth (odc. 52b),
  - przechodzień #3 (odc. 52c),
  - widz #1 (odc. 52c)
- 1998–1999: Fantastyczna Czwórka – Żywa Pochodnia / Johnny Storm
- 1999–2005: Witaj, Franklin – Królik
- 1999–2000: 101 Dalmatyńczyków –
  - Łapcio (niektóre odcinki),
  - Próżniak
- 1999: Rocko i jego świat – Filburt
- 1999–2001: Fraglesy (druga wersja dubbingowa) –
  - Gobo,
  - młody wujek Matt z podróży
- 1999: Kosmiczne Biuro Śledcze – Shane Sanderson
- 1999–2000: Tajne akta Psiej Agencji – Ralph
- 2000: Incredible Hulk – Rick Jones
- 2000: Superświnka – Billy Kondo
- 2000: Księżniczka Tenko
- 2000–2002: Chojrak – tchórzliwy pies –
  - Di Lung,
  - jeden z misiów (odc. 33b),
  - Myśliciel (odc. 34a)
- 2000: Młody Robin Hood – Robin Hood
- 2000–2004: Aladyn – Mozenrath (sezony II–III)
- 2000: Twipsy – Zeeto
- 2001: Przygody Syrenki – książę Krystian
- 2001: Huckleberry Finn
- 2001–2002: Owca w Wielkim Mieście – szeregowy Równoległy
- 2001–2003: Aparatka – Adam Spitz
- 2001: Przygody Olivera Twista
- 2001–2002: Batman przyszłości
- 2001–2003: X-Men: Ewolucja – Nightcrawler / Kurt Wagner
- 2002: Królewna żabka (druga wersja dubbingowa) – najstarszy carewicz
- 2002: Czarodziejski skarb – Bair
- 2002–2003: Strażnicy czasu –
  - Wilbur Wright (odc. 7a),
  - Samuel Adams (odc. 8b),
  - Edgar Allan Poe (odc. 9a),
  - Buffalo Bill (odc. 12b),
  - król Anglii (odc. 15b),
  - Atylla (odc. 16a),
  - Jeremiah Tuddrussel (odc. 19b),
  - sekretarz stanu Philander C. Knox (odc. 21a),
  - William Szekspir (odc. 22b)
- 2002–2004: Cyberłowcy –
  - Digit LeBoid,
  - tata małego chłopca (odc. 4),
  - Widgit (odc. 25)
- 2002–2003: Cubix – Mong
- 2002–2005: Liga Sprawiedliwych – Gołąb
- 2003–2009: Ach, ten Andy! – Andy Larkin
- 2003–2004: Medabots –
  - Henry,
  - Fantom Renegade,
  - Space MedaWojownik X
- 2003: Rupert (druga wersja dubbingowa) – jednorożec (odc. 2)
- 2003–2006: Hamtaro – wielkie przygody małych chomików – Tommy
- 2003–2008: Kryptonim: Klan na drzewie –
  - król Piasek,
  - Czarek (sezony V-VI)
  - Numer 92 (sezon II),
  - Interesujący Bliźniak z Dalekiego Pogórza (odc. 25a),
  - Windsor (odc. 48a),
  - Jerry (odc. 56a),
  - Komentator Nick (odc. 57a),
  - Dyżurny z Patrolu dyżurnych #4 (odc. 73a),
  - Numer 3-2-1 (odc. 74b),
  - Numer 1-2-3 (odc. 75a)
- 2003–2004: Pan Andersen opowiada –
  - ołowiany żołnierz Stanley (odc. 2),
  - dorosłe Brzydkie Kaczątko / łabędź (odc. 18),
  - Jan (odc. 26)
- 2004–2016: Klub Winx –
  - Sky,
  - Helia (odc. 34, 36-37, 39, 49-52),
  - Wizgiz (odc. 35 – część kwestii),
  - Raptus (odc. 30),
  - król Enervus (odc. 32),
  - Jared (odc. 52),
  - Plusk (odc. 170-173, 177, 182)
- 2004: Martin Tajemniczy – Martin Tajemniczy
- 2004–2009: Wojownicze Żółwie Ninja –
  - Donatello,
  - Shellectro (odc. 71)
- 2004: Transformerzy: Wojna o Energon –
  - Hot Shot,
  - Prowl
- 2004: Wymiar Delta – Martin
- 2005: A.T.O.M. Alpha Teens On Machines –
  - Axel Manning (odc. 1-35),
  - Sebastian Manning (odc. 15)
- 2005: Atomowa Betty – Atomowy Roger
- 2005: B-Daman – Bull
- 2005: Harcerz Lazlo – Raż
- 2005: Podwójne życie Jagody Lee – elf Pomagier
- 2005: Transformerzy: Cybertron –
  - Hot Shot,
  - Clocker
- 2006: Młodzi Tytani – Adonis (odc. 35)
- 2006: Batman (druga wersja dubbingowa) –
  - Teddy Lupus (odc. 20-21),
  - Saunders (odc. 56)
- 2006: Ekstremalne kaczory – Geextah
- 2006–2017: Przygody Timmy’ego –
  - Cosmo (oprócz odc. 9-52),
  - Anty-Cosmo
- 2006: Nowa szkoła króla – ojciec Kronka (odc. 14)
- 2007: Zakręceni gliniarze – Dick Kowalski
- 2007–2014: Johnny Test – Gil (sezony I–III)
- 2007: Fantastyczna Czwórka –
  - Władca Marionetek / Filip Masters (odc. 15),
  - Czarnoksiężnik / doktor Bentley Whitman (odc. 16)
- 2008, 2013: Fineasz i Ferb –
  - Spiker Dave (odc. 2a),
  - Stanky Dog (odc. 2b),
  - Derek D.D. Dukensson (odc. 3b),
  - pracownik (odc. 4a),
  - Ben Baxter (odc. 4b),
  - dzieciak #1 (odc. 5a),
  - prowadzący (odc. 5a),
  - asystent #1 (odc. 5b),
  - dzieciak #5 (odc. 5b),
  - Spider-Man / Peter Parker (odc. 111-112)
- 2008: Szopy pracze – narrator
- 2008: Robotboy –
  - Śmigło (odc. 35a)
  - Oczy (odc. 43a)
- 2008–2009: Legenda Nezha – Li Jing
- 2008–nadal: SpongeBob Kanciastoporty – SpongeBob Kanciastoporty
- 2009–2010: Strażnicy z Chinatown – Sid
- 2010–2011: Super Hero Squad – MODOK
- 2011: Pora na przygodę! –
  - Maniek (odc. 1a),
  - Strażnik Królewskiej Obietnicy #1 (odc. 1a),
  - Glasses (odc. 1b),
  - Klucznik (odc. 2a),
  - Robciu (odc. 5a),
  - Kaktus (odc. 5b),
  - Donek (odc. 10b),
  - Kubło książę (odc. 11b),
  - grajek (odc. 12b),
  - Szewc (odc. 13b)
- 2012: Galactik Football – ojciec Sinedda (odc. 75-76)
- 2012–2013: Wodnikowe Wzgórze – Leszczynek
- 2013–nadal: South Park –
  - Leopold „Butters” Stotch,
  - Stephen Stotch,
  - Jimbo Kern,
  - Sir Terrance Henry Stoot z Toronto,
  - dr Doctor,
  - Richard Tweak (sezony XI-XXI),
  - różne postacie

#### Filmy i serialeScooby DoojakoFred Jones
- 1998: Scooby i Scrappy Doo (druga wersja dubbingowa) oraz jako
  - strażnik (odc. 16)
- 1998: Scooby Doo, gdzie jesteś?
- 1998: Scooby Doo
- 1998: Scooby Doo na Wyspie Zombie
- 1999: Scooby Doo podbija Hollywood
- 2000: Scooby Doo i duch czarownicy
- 2002: Szczeniak zwany Scooby Doo
- 2002: Nowy Scooby Doo
- 2002: Scooby Doo i najeźdźcy z kosmosu
- 2002: Scooby Doo i cyberpościg
- 2003–2006: Co nowego u Scooby’ego?
- 2003: Scooby Doo i legenda wampira
- 2003: Scooby Doo i meksykański potwór
- 2004: Scooby Doo i potwór z Loch Ness
- 2005: Aloha, Scooby Doo
- 2006: Scooby Doo na tropie Mumii
- 2006: Scooby Doo!: Ahoj piraci!
- 2007: Kudłaty i Scooby Doo na tropie (odc. 1, 10)
- 2007: Scooby Doo i śnieżny stwór
- 2008: Scooby Doo i król goblinów
- 2009: Scooby Doo i miecz samuraja
- 2010: Scooby Doo: Abrakadabra-Doo
- 2010: Scooby Doo: Wakacje z duchami
- 2011–2014: Scooby Doo i Brygada Detektywów
- 2011: Scooby Doo: Epoka Pantozaura
- 2012: Scooby Doo: Pogromcy wampirów
- 2012–2015: Nowe przygody Scooby’ego (odc. 14, 19, 21, 24, 26)
- 2012: Scooby Doo: Wielka draka wilkołaka
- 2013: Scooby Doo: Maska Błękitnego Sokoła
- 2013: Scooby-Doo! Wyprawa po mapę skarbów
- 2013: Scooby Doo: Upiór w operze
- 2013: Scooby Doo i upiorny strach na wróble (pierwsza wersja dubbingowa)
- 2014: Scooby Doo: WrestleMania – Tajemnica ringu
- 2014: Scooby-Doo! Frankenstrachy
- 2015: Scooby-Doo!: Pora księżycowego potwora
- 2015: Scooby Doo i plażowy potwór (pierwsza wersja dubbingowa)
- 2015: Scooby-Doo i Kiss: Straszenie na scenie
- 2015–2017: Wyluzuj, Scooby Doo!
- 2016: Scooby Doo i Czarny Rycerz
- 2016: Lego Scooby-Doo: Nawiedzone Hollywood
- 2016: Scooby-Doo! i WWE: Potworny wyścig
- 2017: Scooby Doo: Mechaniczny pies (pierwsza wersja dubbingowa)
- 2017: Scooby-Doo! Na Dzikim Zachodzie
- 2017 Scooby Doo i upiorny strach na wróble (druga wersja dubbingowa)
- 2017: Lego Scooby-Doo! Klątwa piratów
- 2018: Scooby-Doo! i Batman: Odważniaki i straszaki
- 2018: Scooby Doo i plażowy potwór (pierwsza wersja dubbingowa)
- 2018: Scooby-Doo! spotyka ducha łasucha
- 2019: Scooby Doo: Mechaniczny pies (druga wersja dubbingowa)
- 2019: Scooby Doo i upiorny strach na wróble (trzecia wersja dubbingowa)
- 2019: Scooby Doo i plażowy potwór (pierwsza wersja dubbingowa)
- 2019: Scooby Doo: Upiorna gwiazdka
- 2019: Scooby Doo: Koszmarne bramki (pierwsza wersja dubbingowa)
- 2019: Scooby Doo: Upiorne igrzyska
- 2019: Scooby-Doo! i klątwa trzynastego ducha
- 2019: Scooby Doo: Koszmarne bramki (druga wersja dubbingowa)
- 2019: Scooby-Doo! Powrót na Wyspę Zombie
- 2019–nadal: Scooby Doo i… zgadnij kto?
- 2020: Scooby-Doo!
- 2020: Scooby-Doo! Wesołego Halloween
- 2023: Scooby-Doo i Superpies!

#### ProdukcjeHanna-BarberajakoSnagglepuss
- 2000: Złych czterech i pies Huckleberry
- 2000: Wielka ucieczka Misia Yogi
- 2000: Pierwsza wigilia Misia Yogi
- 2001: Miś Yogi i czarodziejski lot Świerkową Gęsią
- 2002: Arka Yogiego
- 2008: Yogi, łowca skarbów
- 2008: Snagglepuss

#### Gry komputerowe
- 1998: Simon the Sorcerer II – Runt
- 2001: Gothic –
  - Lee,
  - Jarvis,
  - Bloodwyn,
  - Cor Angar,
  - Gor Hanis,
  - Cronos
- 2002: Warcraft III: Reign of Chaos –
  - Książę Arthas Menethil,
  - Illidan Stormrage
- 2002: Gothic II –
  - Lee,
  - Brian,
  - Bartok,
  - Lord Hagen,
  - Garvell,
  - Herold,
  - Angar
- 2003: Warcraft III: The Frozen Throne –
  - król Arthas Menethil,
  - Illidan Stormrage
- 2003: Ghost Master
- 2003: Gothic II: Noc Kruka –
  - Lee,
  - Bloodwyn,
  - Henry,
  - Elvrich,
  - Garvell,
  - Sancho,
  - Angar
- 2003: Rayman 3: Hoodlum Havoc –
  - Rayman,
  - szczury
- 2003: Delta Force: Helikopter w Ogniu – główny bohater
- 2004: Świątynia pierwotnego zła – Otis
- 2005: Codename: Panzers – Faza druga – Barnes
- 2006: Heroes of Might and Magic V – Findan
- 2006: Auta: Gra komputerowa –
  - DJ,
  - Wingo
- 2006: Gothic III – bohaterowie NPC
- 2007: Wiedźmin – Jaskier
- 2008: Assassin’s Creed – Altaïr ibn La-Ahad
- 2008: Brothers in Arms: Hell’s Highway – Kapral Sam Corrion
- 2008: Mass Effect – Kupiec Opold
- 2008: Killzone 2 – Jan Templar
- 2008: Neverwinter Nights 2: Maska zdrajcy – Gannayev (Gann)
- 2009: Dragon Age: Początek – Alistair
- 2010: Mass Effect 2 –
  - Wilson,
  - Aresh,
  - Niket
- 2010: Heavy Rain –
  - diler Brad Silver,
  - złodziej Andrew
- 2010: God of War III
- 2010: ModNation Racers – Richard Short
- 2010: Arcania – Bezimienny
- 2011: Wiedźmin 2: Zabójcy królów – Jaskier
- 2011: 1812: Serce Zimy – Korwin Giedyminowicz
- 2012: Arcania: Upadek Setarrif – Bezimienny
- 2012: Risen 2: Mroczne wody – Bezimienny
- 2012: Brick-Force
- 2012: Diablo III – Szelma (Lyndon)
- 2013: Hearthstone: Heroes of Warcraft – Illidan Stormrage
- 2013: Tomb Raider – Dr Whitman
- 2015: Wiedźmin 3: Dziki Gon – Jaskier
- 2015: Rise of the Tomb Raider – Jacob
- 2015: Dying Light – Brecken
- 2015: Star Wars Battlefront – Darth Maul
- 2017: DiRT 4 –
  - pilot,
  - spotter
- 2017: Star Wars Battlefront 2 – Darth Maul
- 2020: SpongeBob: Battle for Bikini Bottom – Spongebob

### Reżyseria dubbingu
- 2007: Tommy Zoom
- 2007: Chop Socky Chooks: Kung Fu Kurczaki
- 2007: Freefonix (odc. 1-20, 27-40)
- 2007: Smyki (odc. 157-161)
- 2016: Pan Peabody i Sherman Show
- 2016: Zoey 101 (odc. 34-37)
- 2016: Mrówka Z
- 2016: Krudowie – u zarania dziejów (odc. 14-16, 18, 20, 23)
- 2016: Tom i Jerry: Pomocnicy świętego Mikołaja
- 2017: Niech żyje król Julian (odc. 40-52)
- 2017: Jestem Franky (odc. 8-12, 19-29, 43)
- 2017: Przygody Kota w butach (odc. 47-48, 50)
- 2017: Monster High: Zelektryzowani
- 2017: Toon Marty

### Lektor
- 1998: Traktorek
- 2000: Sali Mali
- 2006–2010: South Park
- brak danych: Człowiek-Pająk podejmuje walkę